# Кварцитное
Кварцитное (укр.  Кварцитне, до 2024 года — Першотравневое) — посёлок в Коростенском районе Житомирской области Украины.

## История
Перед началом Великой Отечественной войны здесь был открыт карьер и началась промышленная эксплуатация Овручского месторождения кварцитов. После войны карьер был восстановлен и после реконструкции его общая производственная мощность составляла более 150 тыс. м ³. Объёмы добычи щебня постоянно росли до середины 1970-х.
В январе 1989 года численность населения составляла 3144 человека.

На 1 января 2013 года численность населения составляла 2492 человека.

## Происхождение названия
Посёлок был назван в честь праздника весны и труда Первомая, отмечаемого в различных странах 1 мая; в СССР он назывался Международным днём солидарности трудящихся.
На территории Украинской ССР имелись 50 населённых населённых пунктов с названием Першотравневое и 27 — с названием Первомайское.

## Промышленность
В окрестностях посёлка, в 12 километрах от города Овруча, находится одно из уникальных месторождений кварцита в Европе. В 1936 году здесь было создано предприятие по добыче, переработке и обогащению кварцита.
В поселке действует ОАО «Горно-перерабатывающее предприятие кварцитов» «Толкачевский». Предприятие основано в 1941 г. как Толкачевский щебеночный завод Белорусской железной дороги, который в 1994 г. был реорганизован в ОАО ГППК «Толкачевский». В настоящее время месторождение находится в упадке.

## Образование и спорт
В посёлке находятся: средняя общеобразовательная школа, музыкальная школа, стадион.

## Транспорт
Ж/д станция Толкачевский. Пассажирское сообщение прервано.
Существует автобусное сообщение с районным центром г. Овруч. и с областным центром г. Житомир.
| Расстояния, км |        |                |
|                | По ж/д | По автодорогам |
| до г. Овруч    | 8      | 11             |
| до г. Житомир  | 135    | 142            |
| до г. Киев     | 208    | 193            |

## Поселковый совет
11114, Житомирская обл., Овручский р-н, пгт. Першотравневое, ул. Калинина, 9